# Maranville
Maranville és un municipi francès situat al departament de l'Alt Marne i a la regió del Gran Est. L'any 2007 tenia 464 habitants.

## Demografia

### Població
El 2007 la població de fet de Maranville era de 464 persones. Hi havia 174 famílies de les quals 48 eren unipersonals (24 homes vivint sols i 24 dones vivint soles), 53 parelles sense fills, 61 parelles amb fills i 12 famílies monoparentals amb fills.
La població ha evolucionat segons el següent gràfic:
Habitants censats

### Habitatges
El 2007 hi havia 224 habitatges, 178 eren l'habitatge principal de la família, 15 eren segones residències i 31 estaven desocupats. 189 eren cases i 35 eren apartaments. Dels 178 habitatges principals, 125 estaven ocupats pels seus propietaris, 50 estaven llogats i ocupats pels llogaters i 3 estaven cedits a títol gratuït; 2 tenien una cambra, 7 en tenien dues, 31 en tenien tres, 53 en tenien quatre i 85 en tenien cinc o més. 171 habitatges disposaven pel capbaix d'una plaça de pàrquing. A 83 habitatges hi havia un automòbil i a 72 n'hi havia dos o més.

### Piràmide de població
La piràmide de població per edats i sexe el 2009 era:
| Homes | Edats   | Dones |
| ----- | ------- | ----- |
| 0     | 95 o +  | 4     |
| 4     | 90 a 94 | 8     |
| 8     | 85 a 89 | 8     |
| 4     | 80 a 84 | 12    |
| 0     | 75 a 79 | 8     |
| 0     | 70 a 74 | 8     |
| 16    | 65 a 69 | 8     |
| 12    | 60 a 64 | 28    |
| 8     | 55 a 59 | 4     |
| 16    | 50 a 54 | 4     |
| 16    | 45 a 49 | 13    |
| 13    | 40 a 44 | 12    |
| 20    | 35 a 39 | 16    |
| 16    | 30 a 34 | 28    |
| 8     | 25 a 29 | 12    |
| 8     | 20 a 24 | 4     |
| 16    | 15 a 19 | 12    |
| 12    | 10 a 14 | 32    |
| 16    | 5 a 9   | 32    |
| 4     | 0 a 4   | 16    |

## Economia
El 2007 la població en edat de treballar era de 290 persones, 195 eren actives i 95 eren inactives. De les 195 persones actives 185 estaven ocupades (98 homes i 87 dones) i 10 estaven aturades (4 homes i 6 dones). De les 95 persones inactives 36 estaven jubilades, 29 estaven estudiant i 30 estaven classificades com a «altres inactius».

### Ingressos
El 2009 a Maranville hi havia 179 unitats fiscals que integraven 442,5 persones, la mediana anual d'ingressos fiscals per persona era de 15.505 €.

### Activitats econòmiques
Dels 13 establiments que hi havia el 2007, 2 eren d'empreses de fabricació d'altres productes industrials, 1 d'una empresa de construcció, 5 d'empreses de comerç i reparació d'automòbils, 1 d'una empresa de transport, 1 d'una empresa de serveis, 2 d'entitats de l'administració pública i 1 d'una empresa classificada com a «altres activitats de serveis».
Dels 3 establiments de servei als particulars que hi havia el 2009, 1 era una oficina de correu, 1 fusteria i 1 perruqueria.
L'únic establiment comercial que hi havia el 2009 era una botiga de menys de 120 m².
L'any 2000 a Maranville hi havia 5 explotacions agrícoles.

## Equipaments sanitaris i escolars
El 2009 hi havia una escola elemental.

## Poblacions més properes
El següent diagrama mostra les poblacions més properes.